# 피터 맨델슨
피터 벤자민 맨델슨 (Peter Benjamin Mandelson, Baron Mandelson PC, 1953년 10월 21일~)은 영국의 정치인이다. 영국 노동당에서 활동하였으며 대표적인 블레어리즘파로 꼽힌다. 2009년부터 2010년까지 수석장관을 역암하였으며 1998년과 2008년~2010년 사이 무역청장도 역임하였다. 현재는 국제 싱크탱크 기관 폴리시 네트워크 회장, 그레이트 브리튼-차이나 센터의 명예회장, 전략자문회사 글로벌 카운슬의 이사장을 맡고 있다.
1985년부터 1990년까지 노동당 소통본부장을 역임하였다. 맨델슨은 영국 정계에서는 최초로 스핀닥터로 불렸으며, 가차없는 성격과 언론통으로 인해 '마왕' (Prince of Darkness)이란 별명도 얻었다. 1992년 영국 총선에 처음 출마한 맨델슨은 하틀풀 지역구 의원으로 처음 당선되어 2004년까지 국회의원을 지냈으며, 토니 블레어와 고든 브라운 내각에도 입각하였으나 두 차례 장관직을 사퇴하기도 했다. 국회의원에서 물러난 2004년부터 2008년까지는 유럽 무역집행위원회 위원으로 임명되었다.
맨델슨은 노동당을 신노동당으로 개편하여 1997년 영국 총선의 승리를 이끄는 데 기여한 핵심 인물로도 평가받는다. 또 일대귀족으로 임명되어 귀족원(영국 상원) 내 노동당 의석을 두고서 내각에 입각하였으며, 귀족으로는 처음으로 수석장관직에 오른 인물이 되었다.